# Nicola Signorello
Nicola Signorello (San Nicola da Crissa, 18 giugno 1926 – Roma, 26 dicembre 2022) è stato un politico italiano.
È stato sindaco di Roma e ministro della Repubblica.

## Biografia
Laureatosi in giurisprudenza, entra giovanissimo nella Democrazia Cristiana. Eletto consigliere provinciale di Roma nel 1952, rieletto nel 1956 e nel 1960, guida la provincia di Roma dal 1961 al 1965, primo presidente democristiano dal 1948 dopo due giunte di sinistra a guida comunista.
Inizialmente vicino alla corrente di Mario Scelba, in seguito aderisce a quella di Giulio Andreotti, diventandone uno degli esponenti più in vista a Roma insieme ad Amerigo Petrucci e a Franco Evangelisti. Eletto senatore nel 1968, viene rieletto in tutte le successive elezioni; si dimette nel 1985 per incompatibilità con il mandato di sindaco di Roma.
Ministro del turismo, sport e spettacolo nel IV governo Rumor (7 luglio 1973 - 14 marzo 1974). Il 4 marzo 1980 è nominato ministro della marina mercantile nel I governo Cossiga, in sostituzione di Franco Evangelisti, dimissionario. Viene confermato allo stesso posto nel II governo Cossiga (4 aprile 1980 - 18 ottobre 1980). Successivamente ricopre il ruolo di ministro del turismo, sport e spettacolo dal 18 ottobre 1980 al 4 agosto 1983, nei governi Forlani, Spadolini I e II e Fanfani V.

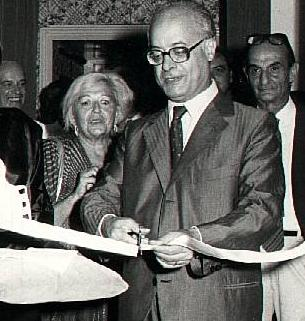
Nicola Signorello

In vista delle elezioni per il rinnovo del consiglio comunale di Roma del maggio 1985, è nominato dal segretario nazionale del partito Ciriaco De Mita commissario del comitato romano della Dc. Capolista, è eletto consigliere comunale, ed è sindaco dal 31 luglio 1985 al 6 agosto 1988, a capo della prima giunta di pentapartito Dc-Psi-Psdi-Pri-Pli dopo nove anni di amministrazioni di sinistra a guida comunista. Si dimette il 10 maggio 1988, ed è sostituito il 6 agosto dello stesso anno da Pietro Giubilo alla guida di una giunta di pentapartito.
Nel corso del suo mandato, Signorello sarà fatto oggetto di numerose critiche, soprattutto da parte del Psi, per l'eccessiva cautela nell'amministrare il Campidoglio, tanto che gli sarà rimproverata una gestione immobilista della città. Per l'attenzione data al cerimoniale, sarà soprannominato "pennacchione". Sull'altro versante, le sue scrupolose attenzioni nei riguardi dell'opposizione dell'allora (Pci) e la sua indiscussa integrità morale gli guadagneranno il rispetto degli avversari politici.
Durante il mandato di Signorello da primo cittadino ogni anno si verificò una crisi della giunta, sempre con la conferma di Signorello a sindaco e l'alternanza solo di alcuni assessori socialisti. Alla terza crisi però Signorello si dimette, il 10 maggio 1988, insieme con la giunta. D'altra parte, in quel periodo, i contrasti all'interno della maggioranza non investirono solo la giunta capitolina, come emerge dall'articolo di Miriam Mafai apparso su La Repubblica il 12 maggio 1988, dal titolo "Il crollo delle giunte". La Mafai scrive: "Le dimissioni di Signorello, sindaco di Roma, non sono giunte impreviste. Mai decisione fu tanto annunciata: la giunta ha retto per mille giorni, ma di questi un terzo sono passati tra crisi politiche. (...) i casi di Roma, Napoli e Torino vengono a configurare un quadro grave, di generale instabilità delle amministrazioni locali. (...) alla base di tutto ci sono anche motivi di carattere istituzionale. (...) Sindaco e giunta hanno, dal punto di vista formale, scarsissimi poteri". Infatti, per una stabilità delle amministrazioni comunali, bisognerà attendere la legge 25 marzo 1993 n. 81, che prevederà l'elezione diretta del sindaco e, conseguentemente, contribuirà ad una maggiore coesione delle maggioranze.
Dal 1989 si è ritirato dalla vita politica. È stato presidente del Credito Sportivo.
Sua moglie, Francesca Busiri Vici (1930 - 2006), apparteneva a un'illustre famiglia romana di architetti.
Nicola Signorello si è spento la sera del 26 dicembre 2022 all'età di 96 anni nella sua abitazione romana. I funerali sono stati celebrati il 30 dicembre successivo nella parrocchia di Maria S.S. Annunziata a San Nicola da Crissa, prima della traslazione del feretro nel cimitero comunale.

## Opere principali
- A piccoli passi - Storie di un militante dal 1943 al 1988, Roma, Newton Compton Editori, 2011.